# Mauchenmühle (Naturschutzgebiet)
Das Naturschutzgebiet Mauchenmühle liegt auf den Gemarkungen von Mühlhausen (Gemeinde Eberhardzell, Landkreis Biberach) und Unterschwarzach (Stadt Bad Wurzach, Landkreis Ravensburg) in Baden-Württemberg. Das 11,6 ha große Gebiet südlich der B 465, südöstlich von Mühlhausen, südwestlich von Ampfelbronn (einem Weiler, der zu Mühlhausen gehört) und nördlich von Mauchenmühle (Gemeindeteil von Bad Wurzach) ist seit dem 15. Juli 1980 als Naturschutzgebiet ausgewiesen. Am westlichen Rand des Naturschutzgebietes fließt die Umlach, ein rechter Nebenfluss der Riß.

## Lage
Das Naturschutzgebiet Mauchenmühle erstreckt sich in der malerischen Landschaft Oberschwabens und liegt unmittelbar nördlich des Weilers Mauchenmühle, der südlich angrenzt. Es befindet sich südlich von Ampfelbronn, wobei die Verbindungsstraße zwischen Mauchenmühle und Ampfelbronn einen Teil des östlichen Randes des Schutzgebiets bildet. Zudem grenzt es an die Gemarkung von Haisterkirch, einem Teilort von Bad Waldsee. Eingebettet ist das Gebiet in das Niedermoor Mühlhauser Ried und liegt innerhalb der Pflegezone des geplanten Biosphärenreservats Allgäu-Oberschwaben. Geografisch ist es östlich der Europäischen Hauptwasserscheide verortet und liegt direkt östlich des Südbogens des Ufers der Umlach.

## Bedeutung
Es handelt sich bei dem Gebiet um einen Quellhang mit seltenen Pflanzen- und Tiergesellschaften und um eine Riedlandschaft bei der Mauchenmühle.

## Biotopvielfalt
Das Naturschutzgebiet Mauchenmühle zeichnet sich durch eine bemerkenswerte Vielfalt an Biotopen aus, die sich teilweise überlappen und ein komplexes Ökosystem bilden. Insgesamt lassen sich vier Hauptbiotope unterscheiden:

### NSG Mauchenmühle - Erlensumpf
Biotopnummer: 280244261351
Der Erlensumpf umfasst eine Fläche von 1,1746 Hektar und wird hauptsächlich von Traubenkirschen-Erlen-Eschen-Wald geprägt. Innerhalb dieses Biotops finden sich zudem Sickerquellen und naturnahe Quellen, die als Quellbereiche nach dem Bundesnaturschutzgesetz geschützt sind. Bemerkenswert ist, dass die Summe der prozentualen Biotoptypen 130 % beträgt, was auf eine Überlappung der Lebensräume hinweist.

### NSG Mauchenmühle - Erlen-Eschenwald
Biotopnummer: 280244261352
Der Erlen-Eschenwald erstreckt sich über 1,2837 Hektar und wird vollständig von Schwarzerlen-Eschen-Wald dominiert. Dieser Biotoptyp ist charakteristisch für feuchte Standorte und spielt eine wichtige Rolle für den Wasserhaushalt des Gebiets.

### NSG Mauchenmühle südlich Mühlhausen
Biotopnummer: 180244260331
Mit einer Fläche von 7,7944 Hektar ist dies das größte und komplexeste Biotop im Naturschutzgebiet. Es besteht aus zwei Teilflächen und liegt im Naturraum Riß-Aitrach-Platten. Der Biotop ist durch zahlreiche Sickerquellaustritte, kleine Bachläufe, Feucht- und Nasswiesenvegetation, Niedermoorfragmente und Kalk-Quellsümpfe gekennzeichnet. Er ist nach dem Bundesnaturschutzgesetz als Sümpfe, Röhrichte, Großseggen-Riede, Nasswiesen, Quellbereiche und natürliche Binnengewässer geschützt. Es wurden 10 verschiedene Biotoptypen erfasst. Es gibt Beeinträchtigungen durch Verbrachung, Artenverarmung und Entwässerungsmaßnahmen.

### Naßwiesen im weiten Ried NW Mauchenmühle
Biotopnummer: 180244360135
Dieses Biotop umfasst 2,4618 Hektar und besteht aus zwei Teilflächen. Es handelt sich um Nasswiesen, die als Seggen- und binsenreiche Nasswiesen nach dem Bundesnaturschutzgesetz geschützt sind. Zu den erfassten Pflanzenarten gehören unter anderen, die auf der Roten Liste stehenden Arten: Braune Segge und Bach-Kratzdistel.

## Biotope in der Nähe

### Feuchtgebiet Mauchenmühle
Biotopnummer: 180244360120
Direkt südlich des Weilers Mauchenmühle, außerhalb des NSG Mauchenmühle gelegen, befindet sich dieses Feuchtgebiet mit einer Fläche von 0,2565 Hektar. Es liegt am östlichen Rand des Weiten Riedes und zeichnet sich durch eine vielfältige Mosaikbildung verschiedener Vegetationstypen aus. Es ist nach dem Bundesnaturschutzgesetz als Moor, Röhricht und Nasswiese geschützt. Der Biotop umfasst Ufer-Schilfröhricht, Rohrkolben-Röhricht, Nasswiesen, Sumpfseggen-Ried und Gebüsch feuchter Standorte. Hier wachsen unter anderem Lorbeer-Weiden und zahlreiche Seggenarten.

## Artenvielfalt
Das Naturschutzgebiet Mauchenmühle beherbergt eine bemerkenswerte Vielfalt an Tier- und Pflanzenarten. Im nordwestlichen Bereich des Gebiets hat sich der Biber am Bach angesiedelt. Auf den Weideflächen entlang der Umlach ist eine Rinderherde anzutreffen, die zur Pflege der offenen Landschaft beiträgt.
Die Flora des Gebiets zeichnet sich durch das Vorkommen seltener und gefährdeter Pflanzenarten aus. Dazu zählen:
- Die Bach-Kratzdistel (Cirsium rivulare), die auf der Roten Liste als gefährdet geführt wird.[7]
- Das Pyrenäen-Löffelkraut (Cochlearia pyrenaica), das als stark gefährdet eingestuft ist.[8]

Besonders hervorzuheben ist die Vielfalt an Insekten, von denen der Esparsetten-Widderchen (Zygaena carniolica) auf der Vorwarnliste der Roten Liste gefährdeter Arten stehet
- Das Esparsetten-Widderchen (Zygaena carniolica), das auf der Vorwarnliste steht.[9]

Unter den Vogelarten sind bemerkenswert:
- Der Rotmilan (Milvus milvus), der auf der Vorwarnliste steht.[10]
- Der Weißstorch (Ciconia ciconia), der als gefährdet gilt.[11]

Darüber hinaus kommen im Naturschutzgebiet weitere Insekten und Pflanzenarten vor, die derzeit nicht als gefährdet eingestuft sind, darunter:
- Artengruppe Geflecktes Johanniskraut (Hypericum maculatum agg.)
- Artengruppe Sumpf-Vergissmeinnicht (Myosotis scorpioides agg.)
- Artengruppe Klebkraut (Galium aparine agg.)
- Die Braune Segge (Artengruppe Carex nigra agg.)
- Die Lorbeer-Weide (Salix pentandra)
- Den Malven-Dickkopffalter (Carcharodus alceae)

Diese Vielfalt an Lebensräumen und Arten macht das Naturschutzgebiet Mauchenmühle zu einem wertvollen Bestandteil der oberschwäbischen Naturlandschaft.